# 田中貢太郎
田中 貢太郎（たなか こうたろう、1880年（明治13年）3月2日 - 1941年（昭和16年）2月1日）は、日本の作家。号は桃葉、虹蛇楼。著作は伝記物、紀行、随想集、情話物、怪談・奇談など多岐に渡る。

## 略歴
高知県長岡郡三里村（現：高知市仁井田）に生まれる。生家はかつて土佐藩御用達の船問屋だった。漢学塾に学び、代用教員、高知実業新聞社の記者を経て上京し、郷里の先輩大町桂月に1903年（明治36年）から終生師事した。他に田山花袋や田岡嶺雲に師事、その著述活動を補佐した。同郷の幸徳秋水とも交流があった。
1909年（明治42年）に、嶺雲最晩年の作品『明治叛臣伝』の大半を代筆、秋水が大逆事件で刑死した後に「秋水先生の印象」を記した。後に回想で「一歩間違えると自分も巻き込まれていただろう （大意）」と述べている。処女出版は『四季と人生』で1911年（明治44年）刊。
滝田樗陰に認められ、大正期から『中央公論』の「説苑（ぜいえん）」欄に情話物、怪談話などを掲載した。共に連載していた村松梢風とは終生の友人だった。1914年「田岡嶺雲・幸徳秋水・奥宮健之追懐録」を発表して注目を浴びる。
晩年の1934年（昭和9年）の8月より、同人誌『博浪沙　月刊随筆』を主宰、多くの作家たちを育てた。弟子や友人に井伏鱒二・尾崎士郎・田岡典夫・富田常雄・榊山潤らがいる（後期は田岡典夫が編集担当で1943年10月まで45号が発行された。なお1981年に4分冊で復刻された）。
多数の郷土史や、幕末・明治維新期の資料編纂にも当たった。浜口雄幸（土佐出身）や、西園寺公望の伝記も執筆している。また土佐出身の言論人らしく「いごっそう気質」があり、「老臣田中光顕翁」（『中央公論』、1932年11月号に発表）で、田中光顕 『維新風雲回顧録』（土佐脱藩志士で元宮内大臣、口述筆記で1928年に公刊）を、「己を大きく見せるため粉飾した （大意）」と酷評。時には維新の顕官であっても直言・批判している。
1939年（昭和14年）に『林有造伝』を、取材執筆のため土佐に戻ったが、翌40年2月に宿泊先の安芸市の旅館で倒れ病が発覚、一時は持ち直し伝記は完成させたが、秋頃から再び病状が悪化、翌41年初頭に郷里（現在の高知市種崎で生家の近所）にて没した。生家跡に「田中貢太郎先生誕生地」の記念碑、近所の桂浜には「桃葉先生之碑」が建つ。高知県立図書館には、貢太郎の遺品・資料等が多数保存されている。
死去後の1941年、第3回菊池寛賞を受賞。
著名作に、回顧記・紀行などの文集『貢太郎見聞録』、1929年から総計530回にわたり新聞連載された大作『旋風時代』、翻案物である『日本怪談全集』、『支那怪談全集』がある。ほかに論語、大学・中庸などの経書に関する作品も著すなど、生前に五十数冊を刊行した。
とりわけ怪談物は蒐集と再著作に努め、総数は約五百編に及んでおり、今日まで度々再刊されている。中国古典小説では 、各時代の〈伝奇小説集〉や『紅楼夢』、『聊斎志異』、『剪灯新話』などを愛読し、特に短編集である後者2作品は一部自由訳を行っている。
また俳句も桂月に学び、句集に「田中貢太郎俳句集」がある。

## 著書
※昭和後期以後の刊行でまとまった著作のみ
- 『日本怪談全集』 桃源社（Ⅰ・Ⅱ）, 1970年、カバー版・全4冊, 1974-75年
- 『支那怪談全集』 桃源社, 1970年、カバー版・全2冊, 1975年
- 『日本怪談実話』 桃源社, 1971年、カバー版, 1974年
- 『情鬼・朱唇』 桃源社, 1971年
- 『日本逸話全集』 桃源社, 1972年、カバー版, 1978年
- 『田中貢太郎・正木不如丘　大衆文学大系10』 講談社, 1972年。「旋風時代」収録
- 『林有造伝』 土佐史談会, 1979年。復刻版
- 『貢太郎見聞録』 中公文庫, 1982年。解説尾崎秀樹、回想記・紀行・随想を収録
- 『日本の怪談 Ⅰ・Ⅱ』 河出文庫, 1985-86年
- 『中国の怪談 Ⅰ・Ⅱ』 河出文庫, 1987年
- 『日本怪談大全　田中貢太郎』 国書刊行会（全5巻）, 1995年　
「女怪の館」、「幽霊の館」、「禽獣の館」、「犯罪の館」、「奇談の館」
- 『田中貢太郎 旋風時代　高知県昭和期小説名作集 第1・2・3巻』 高知新聞社, 1995年
- 『蒲松齢　聊斎志異』 明徳出版社, 1997年。35篇を編訳、巻末に原文+公田連太郎の注
- 『大衆「奇」文学館 1　村の怪談』 勉誠出版, 1998年。解説志村有弘
- 『怪奇・伝奇時代小説選集 3　新怪談集』 春陽堂書店〈春陽文庫〉, 1999年。怪奇譚27篇を所収
- 『伝奇ノ匣 6　田中貢太郎　日本怪談事典』 学研M文庫, 2003年。東雅夫編、全100篇
- 『日本怪談実話（全）』 河出書房新社, 2017年／河出文庫, 2023年。全234篇
- 『戦前の怪談』 河出書房新社, 2018年。全24話
- 『霊能者列伝』 河出書房新社, 2018年

編著(1篇～4篇所収)
- 『叙情日本大震災史』 高山辰三と共編著、有明書房, 1993年。復刻版（初版は大正13年）
- 『怪奇・怪談傑作集』 縄田一男編、新人物往来社, 1997年
  - 『怪奇・怪談時代小説傑作選』 徳間文庫, 2004年
- 『妖髪鬼談』 東雅夫編、桜桃書房, 1998年
- 『怪奇・伝奇時代小説選集　13～15』 志村有弘編、春陽堂書店〈春陽文庫〉, 2000年
- 『稲生モノノケ大全　陰之巻』 東雅夫編、毎日新聞社, 2003年
- 『日本怪奇小説傑作集』 紀田順一郎・東雅夫編、創元推理文庫, 2005年
- 『魑魅魍魎列島』 東雅夫編、小学館文庫, 2005年